# Caviphantes dobrogicus
Caviphantes dobrogicus is een spinnensoort in de taxonomische indeling van de hangmatspinnen (Linyphiidae).
Het dier behoort tot het geslacht Caviphantes. De wetenschappelijke naam van de soort werd voor het eerst geldig gepubliceerd in 1962 door Dumitrescu & František Miller.